# Episodi di Will & Grace (prima stagione)
La prima stagione della sit-com Will & Grace è andata in onda negli Stati Uniti d'America dal 21 settembre 1998 al 13 maggio 1999 sul canale NBC. In Italia è andata in onda dall'11 settembre 2001 (lo stesso giorno degli attentati dell'11 settembre 2001) su TELE+ Bianco e dal 30 giugno al 23 luglio 2003 su Italia 1.
| nº | Titolo originale                    | Titolo italiano                      | Prima TV USA      | Prima TV Italia   |
| -- | ----------------------------------- | ------------------------------------ | ----------------- | ----------------- |
| 1  | Pilot                               | Will & Grace                         | 21 settembre 1998 | 11 settembre 2001 |
| 2  | New Lease on Life                   | Insieme                              | 28 settembre 1998 |                   |
| 3  | Head Case                           | Muro più... muro meno...             | 5 ottobre 1998    |                   |
| 4  | Between a Rock and Harlan's Place   | L'appartamento di Harlyn             | 12 ottobre 1998   |                   |
| 5  | Boo! Humbug                         | Halloween?                           | 26 ottobre 1998   |                   |
| 6  | William, Tell                       | Il cliente                           | 9 novembre 1998   |                   |
| 7  | Where There's a Will There's No Way | Con Will o senza di Will             | 16 novembre 1998  |                   |
| 8  | The Buying Game                     | L'... affare                         | 30 novembre 1998  |                   |
| 9  | The Truth About Will and Dogs       | La verità su Will e i cani           | 15 dicembre 1998  |                   |
| 10 | The Big Vent                        | Il grande fratello                   | 5 gennaio 1999    |                   |
| 11 | Will on Ice                         | Buon compleanno Will                 | 12 gennaio 1999   |                   |
| 12 | My Fair Maidy                       | La sindrome di Mary Poppins          | 2 febbraio 1999   |                   |
| 13 | The Unisinkable Mommy Adler         | L'inafferrabile mamma Adler          | 9 febbraio 1999   |                   |
| 14 | Big Brother is Coming, Part I       | Fratellone in arrivo (prima parte)   | 16 febbraio 1999  |                   |
| 15 | Big Brother is Coming, Part II'     | Fratellone in arrivo (seconda parte) | 23 febbraio 1999  |                   |
| 16 | Yours, Mine or Ours                 | Mio, tuo... o nostro?                | 2 marzo 1999      |                   |
| 17 | Secrets and Lays                    | Segreti e bugie                      | 23 marzo 1999     |                   |
| 18 | Grace, Replaced                     | Grace rimpiazzata?                   | 8 aprile 1999     |                   |
| 19 | Will Works Out                      | Orgoglio gay                         | 22 aprile 1999    |                   |
| 20 | Saving Grace                        | Grace in offerta speciale            | 29 aprile 1999    |                   |
| 21 | Alley Cats                          | Darla vinta?                         | 6 maggio 1999     |                   |
| 22 | Object of My Rejection              | Jack si sposa...?                    | 13 maggio 1999    |                   |

## Will & Grace
- Titolo originale: Pilot
- Diretto da: James Burrows
- Scritto da: David Kohan e Max Mutchnick

### Trama
Il primo episodio si apre con una conversazione telefonica fra i due protagonisti. Will, brillante avvocato gay, ironizza con la sua migliore amica Grace sulla propria sessualità. Grace convive con un uomo, Danny. L'indomani Will, nel proprio appartamento, sta giocando a poker con alcuni amici tra i quali Jack, il suo migliore amico. Will non manca di sottolineare quanto sia evidente l'omosessualità di Jack. All'improvviso entra Grace tutta trafelata: è sconvolta per avere litigato con Danny. Will la invita a passare la notte da lui dimenticando di avere fatto la stessa proposta a Jack. Si crea così attrito tra i due. Grace successivamente cerca un chiarimento con il proprio uomo, certa che la sua relazione sia giunta ormai al capolinea. Contro ogni previsione Danny le chiede di sposarlo e lei accetta. Will apprende la notizia non positivamente, asserendo che se Grace fosse stata tanto sicura della sua scelta non avrebbe chiesto la benedizione al suo amico. Lei se ne va arrabbiatissima. Will, sentendosi in colpa, nei giorni successivi va a cercarla nel suo ufficio dove svolge la professione di designer d'interni. Qui trova Karen, assistente poco efficiente di Grace che confida a Will che lei è andata in municipio a sposarsi. Lui vorrebbe fermarla confermando i suoi dubbi circa il rapporto della donna. Grace vestita da sposa entra improvvisamente in ufficio e piangendo dice di avere lasciato il suo uomo a un passo dal sì. Grace discute violentemente con Will dicendogli che il motivo per il quale lui non vuole vedere l'amica felice e realizzata negli affetti risiede nel fatto che Will vorrebbe vederla sola esattamente come lui. Dopo il lavoro, una volta soli nello studio del giovane avvocato, i due si chiariscono. L'episodio si chiude all'interno di un pub dove Will e Grace brindano al loro bellissimo rapporto, ma un altro equivoco si palesa: vengono infatti presi per novelli sposi e invitati da alcune persone presenti a scambiarsi un bacio da marito e moglie. Ma Will non "sente"... niente!
- Guest star: Tom Verica (Danny)

## Insieme
- Titolo originale: New Lease on Life
- Diretto da: James Burrows
- Scritto da: David Kohan e Max Mutchnick

### Trama
Grace propone a Will di condividere l'appartamento. Lui inizialmente non è d'accordo, poi accetta. Jack incontra l'assistente di Grace, Karen.

## Muro più... muro meno...
- Titolo originale: Head Case
- Diretto da: James Burrows
- Scritto da: David Kohan e Max Mutchnick

### Trama
La convivenza tra Will e Grace prosegue in maniera più complicata del previsto, specialmente quando lei gli propone di unire i bagni.

## L'appartamento di Harlyn
- Titolo originale: Between a Rock and Harlan's Place
- Diretto da: James Burrows
- Scritto da: David Kohan e Max Mutchnick

### Trama
Grace riceve un incarico da Harlyn, capo di Will che lui detesta. Jack debutta con il suo spettacolo "Solo Jack".

## Halloween?
- Titolo originale: Boo! Humbug
- Diretto da: James Burrows
- Scritto da: Jon Kinnally e Tracy Poust

### Trama
Will e Grace per Halloween devono badare ai figli di Harlyn. Jack e Karen trascorrono la serata insieme.
- Guest star: Gary Grubbs (Harlyn)

## Il cliente
- Titolo originale: William, Tell
- Diretto da: James Burrows
- Scritto da: William Lucas Walker

### Trama
Karen è in ferie, e Grace assume Jack come assistente. Quest'ultimo le racconta di un flirt di cui Will l'ha tenuta all'oscuro. Grace segue quindi Will quando deve incontrare un misterioso cliente, che si scopre essere Karen, in procinto di divorziare dal marito Stan.

## Con Will o senza di Will
- Titolo originale: Where There's a Will There's No Way
- Diretto da: James Burrows
- Scritto da: Jhoni Marchinko

### Trama
Grace crede che il suo rapporto con Will comprometta le sue relazioni con altri ragazzi. Jack è alle prese con il fisco.

## L'... affare
- Titolo originale: The Buying Game
- Diretto da: James Burrows
- Scritto da: Dava Savel

### Trama
Grace chiede l'aiuto di Will per comprare uno studio per il suo lavoro. I due finiscono però per discutere su chi riuscirà a ottenere il prezzo più conveniente. Jack si fa aiutare da Karen per imparare a fare massaggi.

## La verità su Will e i cani
- Titolo originale: The Truth About Will and Dogs
- Diretto da: James Burrows
- Scritto da: David Kohan & Max Mutchnick

### Trama
Grace, pur contro la volontà di Will, decide di prendere un cane. Jack convince Grace a prendere comunque l'animale e, quando Will lo vede, se ne innamora e inizia a trattarlo come un figlio.

## Il grande fratello
- Titolo originale: The Big Vent
- Diretto da: James Burrows
- Scritto da: David Kohan e Max Mutchnick

### Trama
Will e Grace si divertono a origliare le conversazioni dei loro vicini attraverso la ventola di riscaldamento. Jack scrive e mette in scena uno spettacolo con il quale denuncia il fatto che Will e Grace lo stiano ignorando.

## Buon compleanno Will
- Titolo originale: Will on Ice
- Diretto da: James Burrows
- Scritto da: Michael Patrick King

### Trama
È il compleanno di Will e, nonostante egli non voglia, va con tutti gli altri a vedere i campionati di pattinaggio su ghiaccio. Grace e Jack scoprono di amare entrambi il pattinaggio di figura.

## La sindrome di Mary Poppins
- Titolo originale: My Fair Maid-y
- Diretto da: James Burrows
- Scritto da: Adam Barr

### Trama
Quando Grace ha un esaurimento nervoso per una competizione di design Will assume una donna delle pulizie di nome April per riordinare l'appartamento. Grace diventa presto dipendente dallo strano supporto morale che le fornisce April, facendo innervosire Will. Jack ha un appuntamento con uno studente universitario molto carino, ma finisce per rovinare la potenziale relazione quando finge di essere un avvocato.
- Guest star: Wendie Jo Sperber (April), Raphael Sbarge (Alex)

## L'inafferrabile mamma Adler
- Titolo originale: The Unsinkable Mommy Adler
- Diretto da: James Burrows
- Scritto da: Alex Herschlag

### Trama
La madre di Grace, un'attrice con un grande ego, arriva in città facendo impazzire Grace con le sue continue critiche e consigli, come quello di sposare Will. Tuttavia è Will che la ferisce di più quando le dice che anche se fosse eterosessuale, non vorrebbe mai essere suo marito. Karen scopre di avere un ritardo e prova emozioni contrastanti nei confronti di una possibile gravidanza.
- Guest Star: Debbie Reynolds (Bobby Adler)

## Fratellone in arrivo (prima parte)
- Titolo originale: Big Brother is Coming: Part I
- Diretto da: James Burrows
- Scritto da: David Kohan & Max Mutchnick

### Trama
Will si rifiuta di incontrare suo fratello Sam, con il quale anni prima aveva litigato. Grace e Sam passano una notte insieme.
- Guest star: John Slattery (Sam Truman)

## Fratellone in arrivo (seconda parte)
- Titolo originale: Big Brother is Coming: Part II
- Diretto da: James Burrows
- Scritto da: David Kohan e Max Mutchnick

### Trama
Will scopre che Grace ha passato la notte con suo fratello; nonostante all'inizio sia infuriato capisce che non ha nessun diritto di dirle con chi può o non può dormire.
- Guest star: John Slattery (Sam Truman)

## Mio, tuo... o nostro?
- Titolo originale: Yours, Mine or Ours
- Diretto da: James Burrows
- Scritto da: Ellen Idelson e Rob Lotterstein

### Trama
Will e Grace invitano a cena lo stesso uomo e cercano di capire se è gay o etero. Karen deve licenziare il suo autista.

## Segreti e bugie
- Titolo originale: Secrets and Lays
- Diretto da: James Burrows
- Scritto da: Dava Savel

### Trama
Grace organizza un apparentemente spontaneo weekend in montagna per lei, Will, Jack e Karen nella baita di quest'ultima. Tuttavia il vero motivo del viaggio è che questo coincide con l'anniversario di Will e Michael. I problemi sorgono quando Grace incontra un suo vecchio amico di nome Campbell e non sa se flirtare con lui o supportare Will, che alla fine ammette di sentire la mancanza del suo ex ragazzo.
- Guest star: David Sutcliffe (Campbell)

## Grace rimpiazzata?
- Titolo originale: Grace, Replaced
- Diretto da: James Burrows
- Scritto da: Katie Palmer

### Trama
Mentre Grace è impegnata con il suo lavoro Will diventa amico di un'altra donna che abita nel palazzo, Val Bassett. Jack viene condannato ai servizi sociali per avere schiaffeggiato una vigilessa.
- Guest star: Molly Shannon (Val Bassett)

## Orgoglio gay
- Titolo originale: Will Works Out
- Diretto da: James Burrows
- Scritto da: Michael Patrick King, Jon Kinnally e Tracy Poust

### Trama
Quando Jack si iscrive alla stessa palestra di Grace e Will quest'ultimo, infastidito per il comportamento eccentrico dell'amico che ostenta la sua omosessualità, lo chiama "finocchio", un'offesa che Jack sente inavvertitamente. Jack accusa quindi Will di non accettare la sua omosessualità e Will inizia a pensare che sia vero. Il matrimonio di Karen e Stan ha qualche problema e Grace suggerisce alla donna di passare un po' di tempo con un'amica per sentirsi meglio, finendo per invitare Karen a casa sua.

## Grace in offerta speciale
- Titolo originale: Saving Grace
- Diretto da: James Burrows
- Scritto da: Jhoni Marchinko

### Trama
Grace viene assunta da un arrogante pubblicitario, Nathan Berry, a condizione che Will accetti di uscire con lui.
- Guest star: Miguel Ferrer (Nathan Berry)

## Darla vinta?
- Titolo originale: Alley Cats
- Diretto da: James Burrows
- Scritto da: Jhoni Marchinko e Alex Herschlag

### Trama
Will accusa Grace di essere troppo competitiva durante le loro serate di gioco. Grace prova a perdere, ma questo dimostra solo che Will è altrettanto competitivo. Jack insegna a Karen come eseguire la respirazione bocca a bocca, che la donna userà riluttante per salvare la vita di un uomo.
- Guest star: Leigh-Allyn Baker (Ellen), Tom Gallop (Rob)

## Jack si sposa...?
- Titolo originale: Object of My Rejection
- Diretto da: James Burrows
- Scritto da: Adam Barr

### Trama
Dopo che Grace è tornata temporaneamente insieme al suo ex ragazzo lei e Will capiscono che la loro convivenza impedisce loro di avere una vita sentimentale. Jack sposa Rosario, la domestica di Karen, così che possa rimanere negli Stati Uniti.
- Guest star: Shelley Morrison (Rosario)